# Hybristodryinus konbaung
Hybristodryinus konbaung (лат.) — ископаемый вид ос рода Hybristodryinus из семейства дрииниды (Dryinidae). Бирманский янтарь, меловой период (сеноманский век, около 99 млн лет). Мьянма. Видовое название konbaung происходит от имени королевской династии Конбаун (Konbaung), правившей в Бирме с 1752 to 1885 годы.

## Описание
Мелкие хризидоидные осы. Длина 1,9 мм. От близких видов отличается отсутствием глубокой бороздки на лице (у H. anomalus она развита); задний край темени не глубоко вырезан медиально; латеральные оцеллии не касаются затылочного киля (у H. pyu оцеллии касаются затылочного киля); нотаули груди полные и сзади раздельные (у H. karen они равны 0,9 от длины мезоскутума). Усики 10-члениковые. Нижнечелюстные щупики состоят из 6, а нижнегубные — из 3 члеников. Самки неизвестны. У самцов мандибулы с четырьмя зубцами, а скапус усика много шире педицеля; переднее крыло с тремя ячейками, закрытыми пигментированными жилками (C, R и 1Cu). У самок этого рода на передних лапках есть клешня, предположительно для удерживания цикадок (Cicadomorpha, Fulgoroidea).
Вид был впервые описан в 2019 году палеоэнтомологами Евгением Перковским (Schmalhausen Institute of Zoology, Украина), Массимо Ольми (Tropical Entomology Research Center, Viterbo, Италия), Патриком Мюллером (Германия) и Катериной Мартыновой (Киев).